# Dirka po Italiji 2023
Dirka po Italiji 2023 (italijansko Giro d'Italia 2023) je  106. izvedba dirke po Italiji, tritedenske moške cestne kolesarske etapne dirke. Začela se je 6. maja v Fossacesii in končala 28. maja v Rimu. Sodelovalo je 176 kolesarjev iz 22-ih ekip. Rožnato majico je prvič osvojil Primož Roglič (Team Jumbo–Visma), drugo mesto Geraint Thomas (Ineos Grenadiers), tretje pa João Almeida (UAE Team Emirates). Vijolično majico je osvojil Jonathan Milan (Team Bahrain Victorious), modro majico Richard Carapaz (Groupama–FDJ), belo majico pa João Almeida.

## Ekipe
UCI WorldTeams
- AG2R Citroën Team
- Alpecin–Deceuninck
- Astana Qazaqstan Team
- Arkéa–Samsic
- Bora–Hansgrohe
- Cofidis
- EF Education–EasyPost
- Groupama–FDJ
- Ineos Grenadiers
- Intermarché–Circus–Wanty
- Movistar Team
- Soudal–Quick-Step
- Team Bahrain Victorious
- Team DSM
- Team Jayco–AlUla
- Team Jumbo–Visma
- Trek–Segafredo
- UAE Team Emirates

UCI ProTeams
- Eolo–Kometa
- Green Project–Bardiani–CSF–Faizanè
- Israel–Premier Tech
- Team Corratec–Selle Italia

## Etape
| Etapa  | Datum   | Štart/Cilj                                                    | Razdalja | Tip     | Tip                    | Zmagovalec                   | Sklic       |         |
| ------ | ------- | ------------------------------------------------------------- | -------- | ------- | ---------------------- | ---------------------------- | ----------- | ------- |
| 1      | 6. maj  | Fossacesia — Ortona                                           | 19.6 km  |         | posamični kronometer   | Remco Evenepoel (BEL)        | [ 5 ]       |         |
| 2      | 7. maj  | Teramo — San Salvo                                            | 202 km   |         | ravninska etapa        | Jonathan Milan (ITA)         | [ 6 ]       |         |
| 3      | 8. maj  | Vasto — Melfi                                                 | 213 km   |         | hribovito-gorska etapa | Michael Matthews (AUS)       | [ 7 ]       |         |
| 4      | 9. maj  | Venosa — Lago Laceno                                          | 175 km   |         | hribovito-gorska etapa | Aurélien Paret-Peintre (FRA) | [ 8 ]       |         |
| 5      | 10. maj | Atripalda — Salerno                                           | 171 km   |         | hribovita etapa        | Kaden Groves (AUS)           | [ 9 ]       |         |
| 6      | 11. maj | Neapelj — Neapelj                                             | 162 km   |         | hribovita etapa        | Mads Pedersen (DEN)          | [ 10 ]      |         |
| 7      | 12. maj | Capua — Gran Sasso                                            | 218 km   |         | gorska etapa           | Davide Bais (ITA)            | [ 11 ]      |         |
| 8      | 13. maj | Terni — Fossombrone                                           | 207 km   |         | hribovito-gorska etapa | Ben Healy (IRL)              | [ 12 ]      |         |
| 9      | 14. maj | Savignano sul Rubicone — Cesena                               | 35 km    |         | posamični kronometer   | Remco Evenepoel (BEL)        | [ 13 ]      |         |
|        | 15. maj |                                                               |          |         | dan počitka            | dan počitka                  | dan počitka |         |
| 10     | 16. maj | Scandiano — Viareggio                                         | 196 km   |         | hribovita etapa        | Magnus Cort (DEN)            | [ 14 ]      |         |
| 11     | 17. maj | Camaiore — Tortona                                            | 219 km   |         | hribovita etapa        | Pascal Ackermann (GER)       | [ 15 ]      |         |
| 12     | 18. maj | Bra — Rivoli                                                  | 185 km   |         | hribovito-gorska etapa | Nico Denz (GER)              | [ 16 ]      |         |
| 13     | 19. maj | Borgofranco d’Ivrea Le Châble (Švica) — Crans-Montana (Švica) | 74,6 km  |         | gorska etapa           | Einer Rubio (COL)            | [ 18 ]      |         |
| 14     | 20. maj | Sierre (Švica) — Cassano Magnago                              | 194 km   |         | hribovita etapa        | Nico Denz (GER)              | [ 19 ]      |         |
| 15     | 21. maj | Seregno — Bergamo                                             | 195 km   |         | gorska etapa           | Brandon McNulty (USA)        | [ 20 ]      |         |
|        | 22. maj |                                                               |          |         | dan počitka            | dan počitka                  | dan počitka |         |
| 16     | 23. maj | Sabbio Chiese — Monte Bondone                                 | 203 km   |         | gorska etapa           | João Almeida (POR)           | [ 21 ]      |         |
| 17     | 24. maj | Pergine Valsugana — Caorle                                    | 197 km   |         | ravninska etapa        | Alberto Dainese (ITA)        | [ 22 ]      |         |
| 18     | 25. maj | Oderzo — Zoldo Alto                                           | 161 km   |         | gorska etapa           | Filippo Zana (ITA)           | [ 23 ]      |         |
| 19     | 26. maj | Longarone — Tre Cime di Lavaredo                              | 183 km   |         | gorska etapa           | Santiago Buitrago (COL)      | [ 24 ]      |         |
| 20     | 27. maj | Trbiž — Svete Višarje                                         | 18,6 km  |         | gorski kronometer      | Primož Roglič (SLO)          |             |         |
| 21     | 28. maj | Rim — Rim                                                     | 126 km   |         | ravninska etapa        | Mark Cavendish (GBR)         |             |         |
| Skupaj | Skupaj  | Skupaj                                                        | 3449 km  | 3449 km | 3449 km                | 3449 km                      | 3449 km     | 3449 km |

## Razvrstitev po klasifikacijah
| Etapa  | Zmagovalec             | Rožnata majica ·   | Vijolična majica · | Modra majica ·     | Bela majica ·      | Ekipno                  | Vmesni šprinti  | Borbenost ·             | Begi                 | Športnost         |
| ------ | ---------------------- | ------------------ | ------------------ | ------------------ | ------------------ | ----------------------- | --------------- | ----------------------- | -------------------- | ----------------- |
| 1      | Remco Evenepoel        | Remco Evenepoel    | Remco Evenepoel    | Tao Geoghegan Hart | Remco Evenepoel    | Ineos Grenadiers        | brez            | Rudy Molard             | brez                 | Soudal–Quick-Step |
| 2      | Jonathan Milan         | Remco Evenepoel    | Jonathan Milan     | Paul Lapeira       | Remco Evenepoel    | UAE Team Emirates       | Stefano Gandin  | Paul Lapeira            | Mattia Bais          | Soudal–Quick-Step |
| 3      | Michael Matthews       | Remco Evenepoel    | Jonathan Milan     | Thibaut Pinot      | Remco Evenepoel    | UAE Team Emirates       | Stefano Gandin  | Veljko Stojnić          | Veljko Stojnić       | Soudal–Quick-Step |
| 4      | Aurélien Paret-Peintre | Andreas Leknessund | Jonathan Milan     | Thibaut Pinot      | Andreas Leknessund | Ineos Grenadiers        | Stefano Gandin  | Amanuel Ghebreigzabhier | Veljko Stojnić       | Team DSM          |
| 5      | Kaden Groves           | Andreas Leknessund | Jonathan Milan     | Thibaut Pinot      | Andreas Leknessund | Ineos Grenadiers        | Stefano Gandin  | Stefano Gandin          | Thomas Champion      | Soudal–Quick-Step |
| 6      | Mads Pedersen          | Andreas Leknessund | Jonathan Milan     | Thibaut Pinot      | Andreas Leknessund | Ineos Grenadiers        | Stefano Gandin  | Simon Clarke            | Thomas Champion      | Soudal–Quick-Step |
| 7      | Davide Bais            | Andreas Leknessund | Jonathan Milan     | Davide Bais        | Andreas Leknessund | Ineos Grenadiers        | Stefano Gandin  | Henok Mulubrhan         | Thomas Champion      | Soudal–Quick-Step |
| 8      | Ben Healy              | Andreas Leknessund | Jonathan Milan     | Davide Bais        | Andreas Leknessund | Ineos Grenadiers        | Stefano Gandin  | Ben Healy               | Thomas Champion      | Soudal–Quick-Step |
| 9      | Remco Evenepoel        | Remco Evenepoel    | Jonathan Milan     | Davide Bais        | Remco Evenepoel    | Ineos Grenadiers        | Stefano Gandin  | Geraint Thomas          | Thomas Champion      | Soudal–Quick-Step |
| 10     | Magnus Cort            | Geraint Thomas     | Jonathan Milan     | Davide Bais        | João Almeida       | Ineos Grenadiers        | Stefano Gandin  | Derek Gee               | Alessandro De Marchi | AG2R Citroën Team |
| 11     | Pascal Ackermann       | Geraint Thomas     | Jonathan Milan     | Davide Bais        | João Almeida       | Ineos Grenadiers        | Davide Bais     | Laurenz Rex             | Thomas Champion      | AG2R Citroën Team |
| 12     | Nico Denz              | Geraint Thomas     | Jonathan Milan     | Davide Bais        | João Almeida       | Team Jumbo–Visma        | Davide Bais     | Toms Skujiņš            | Thomas Champion      | AG2R Citroën Team |
| 13     | Einer Rubio            | Geraint Thomas     | Jonathan Milan     | Thibaut Pinot      | João Almeida       | Team Jumbo–Visma        | Davide Bais     | Thibaut Pinot           | Thomas Champion      | Groupama–FDJ      |
| 14     | Nico Denz              | Bruno Armirail     | Jonathan Milan     | Davide Bais        | João Almeida       | Team Bahrain Victorious | Davide Bais     | Derek Gee               | Thomas Champion      | Groupama–FDJ      |
| 15     | Brandon McNulty        | Bruno Armirail     | Jonathan Milan     | Davide Bais        | João Almeida       | Team Bahrain Victorious | Davide Bais     | Ben Healy               | Thomas Champion      | Groupama–FDJ      |
| 16     | João Almeida           | Geraint Thomas     | Jonathan Milan     | Ben Healy          | João Almeida       | Team Bahrain Victorious | Toms Skujiņš    | João Almeida            | Thomas Champion      | Groupama–FDJ      |
| 17     | Alberto Dainese        | Geraint Thomas     | Jonathan Milan     | Ben Healy          | João Almeida       | Team Bahrain Victorious | Toms Skujiņš    | Thomas Champion         | Thomas Champion      | Groupama–FDJ      |
| 18     | Filippo Zana           | Geraint Thomas     | Jonathan Milan     | Thibaut Pinot      | João Almeida       | Team Bahrain Victorious | Thomas Champion | Thibaut Pinot           | Thomas Champion      | Groupama–FDJ      |
| 19     | Santiago Buitrago      | Geraint Thomas     | Jonathan Milan     | Thibaut Pinot      | João Almeida       | Team Bahrain Victorious | Derek Gee       | Derek Gee               | Thomas Champion      | Groupama–FDJ      |
| 20     | Primož Roglič          | Primož Roglič      | Jonathan Milan     | Thibaut Pinot      | João Almeida       | Team Bahrain Victorious | Derek Gee       | Thibaut Pinot           | Thomas Champion      | Groupama–FDJ      |
| 21     | Mark Cavendish         | Primož Roglič      | Jonathan Milan     | Thibaut Pinot      | João Almeida       | Team Bahrain Victorious | Toms Skujiņš    | brez                    | Thomas Champion      | Groupama–FDJ      |
| Skupaj | Skupaj                 | Primož Roglič      | Jonathan Milan     | Thibaut Pinot      | João Almeida       | Team Bahrain Victorious | Toms Skujiņš    | Derek Gee               | Thomas Champion      | Groupama–FDJ      |

## Končna razvrstitev
| Legenda | Legenda                                  | Legenda | Legenda                                    |
| ------- | ---------------------------------------- | ------- | ------------------------------------------ |
|         | Predstavlja vodilnega v skupnem seštevku |         | Predstavlja najboljšega mladega kolesarja  |
|         | Predstavlja vodilnega po točkah          |         | Predstavlja vodilnega v gorski razvrstitvi |
|         | Predstavlja najbolj borbenega kolesarja  |         |                                            |

### Rožnata majica
| Poz. | Kolesar                  | Ekipa                   | Čas         |
| ---- | ------------------------ | ----------------------- | ----------- |
| 1    | Primož Roglič (SLO)      | Team Jumbo–Visma        | 85h 29' 02" |
| 2    | Geraint Thomas (GBR)     | Ineos Grenadiers        | + 14"       |
| 3    | João Almeida (POR)       | UAE Team Emirates       | + 1' 15"    |
| 4    | Damiano Caruso (ITA)     | Team Bahrain Victorious | + 4' 40"    |
| 5    | Thibaut Pinot (FRA)      | Groupama–FDJ            | + 5' 43"    |
| 6    | Thymen Arensman (NED)    | Ineos Grenadiers        | + 6' 05"    |
| 7    | Eddie Dunbar (IRL)       | Team Jayco–AlUla        | + 7' 30"    |
| 8    | Andreas Leknessund (NOR) | Team DSM                | + 7' 31"    |
| 9    | Lennard Kämna (GER)      | Bora–Hansgrohe          | + 7' 46"    |
| 10   | Laurens De Plus (BEL)    | Ineos Grenadiers        | + 9' 08"    |

| Poz. | Kolesar                          | Ekipa                              | Čas          |
| ---- | -------------------------------- | ---------------------------------- | ------------ |
| 11   | Einer Rubio (COL)                | Movistar Team                      | + 10' 43"    |
| 12   | Ilan Van Wilder (BEL)            | Soudal–Quick-Step                  | + 11' 58"    |
| 13   | Santiago Buitrago (COL)          | Team Bahrain Victorious            | + 12' 21"    |
| 14   | Sepp Kuss (USA)                  | Team Jumbo–Visma                   | + 13' 09"    |
| 15   | Aurélien Paret-Peintre (FRA)     | AG2R Citroën Team                  | + 14' 13"    |
| 16   | Bruno Armirail (FRA)             | Groupama–FDJ                       | + 17' 16"    |
| 17   | Warren Barguil (FRA)             | Arkéa–Samsic                       | + 24' 06"    |
| 18   | Filippo Zana (ITA)               | Team Jayco–AlUla                   | + 33' 22"    |
| 19   | Jack Haig (AUS)                  | Team Bahrain Victorious            | + 34' 46"    |
| 20   | Patrick Konrad (AUT)             | Bora–Hansgrohe                     | + 37' 57"    |
| 21   | Lorenzo Fortunato (ITA)          | Eolo–Kometa                        | + 38' 37"    |
| 22   | Derek Gee (CAN)                  | Israel–Premier Tech                | + 40' 54"    |
| 23   | Nicolas Prodhomme (FRA)          | AG2R Citroën Team                  | + 46' 26"    |
| 24   | Luis León Sánchez (ESP)          | Astana Qazaqstan Team              | + 48' 03"    |
| 25   | Koen Bouwman (NED)               | Team Jumbo–Visma                   | + 48' 15"    |
| 26   | Simone Velasco (ITA)             | Astana Qazaqstan Team              | + 51' 15"    |
| 27   | Laurens Huys (BEL)               | Intermarché–Circus–Wanty           | + 52' 18"    |
| 28   | Diego Ulissi (ITA)               | UAE Team Emirates                  | + 1h 02' 50" |
| 29   | Brandon McNulty (USA)            | UAE Team Emirates                  | + 1h 07' 43" |
| 30   | Davide Formolo (ITA)             | UAE Team Emirates                  | + 1h 08' 58" |
| 31   | Toms Skujiņš (LAT)               | Trek–Segafredo                     | + 1h 10' 21" |
| 32   | Marco Frigo (ITA)                | Israel–Premier Tech                | + 1h 24' 36" |
| 33   | Michel Hessmann (GER)            | Team Jumbo–Visma                   | + 1h 26' 24" |
| 34   | Jay Vine (AUS)                   | UAE Team Emirates                  | + 1h 28' 59" |
| 35   | Jonathan Lastra (ESP)            | Cofidis                            | + 1h 29' 02" |
| 36   | Sam Oomen (NED)                  | Team Jumbo–Visma                   | + 1h 30' 51" |
| 37   | Valentin Paret-Peintre (FRA)     | AG2R Citroën Team                  | + 1h 31' 52" |
| 38   | Alessandro De Marchi (ITA)       | Team Jayco–AlUla                   | + 1h 37' 50" |
| 39   | Bob Jungels (LUX)                | Bora–Hansgrohe                     | + 1h 37' 57" |
| 40   | Edoardo Zambanini (ITA)          | Team Bahrain Victorious            | + 1h 38' 28" |
| 41   | Rohan Dennis (AUS)               | Team Jumbo–Visma                   | + 1h 38' 35" |
| 42   | Alessandro Tonelli (ITA)         | Green Project–Bardiani–CSF–Faizanè | + 1h 41' 48" |
| 43   | Vadim Pronski (KAZ)              | Astana Qazaqstan Team              | + 1h 48' 31" |
| 44   | Larry Warbasse (USA)             | AG2R Citroën Team                  | + 1h 49' 54" |
| 45   | Stefano Oldani (ITA)             | Alpecin–Deceuninck                 | + 1h 57' 09" |
| 46   | Lorenzo Rota (ITA)               | Intermarché–Circus–Wanty           | + 1h 57' 55" |
| 47   | Mattia Bais (ITA)                | Eolo–Kometa                        | + 2h 04' 10" |
| 48   | Alberto Bettiol (ITA)            | EF Education–EasyPost              | + 2h 05' 06" |
| 49   | Carlos Verona (ESP)              | Movistar Team                      | + 2h 06' 24" |
| 50   | Bauke Mollema (NED)              | Trek–Segafredo                     | + 2h 08' 44" |
| 51   | Anton Palzer (GER)               | Bora–Hansgrohe                     | + 2h 08' 46" |
| 52   | Will Barta (USA)                 | Movistar Team                      | + 2h 10' 12" |
| 53   | Jefferson Alexander Cepeda (ECU) | EF Education–EasyPost              | + 2h 12' 16" |
| 54   | François Bidard (FRA)            | Cofidis                            | + 2h 15' 00" |
| 55   | Ben Healy (IRL)                  | EF Education–EasyPost              | + 2h 18' 04" |
| 56   | Matthew Riccitello (USA)         | Israel–Premier Tech                | + 2h 22' 57" |
| 57   | Nico Denz (GER)                  | Bora–Hansgrohe                     | + 2h 23' 39" |
| 58   | Christian Scaroni (ITA)          | Astana Qazaqstan Team              | + 2h 35' 12" |
| 59   | Joe Dombrowski (USA)             | Astana Qazaqstan Team              | + 2h 36' 33" |
| 60   | Pieter Serry (BEL)               | Soudal–Quick-Step                  | + 2h 36' 54" |
| 61   | Ben Swift (GBR)                  | Ineos Grenadiers                   | + 2h 44' 27" |
| 62   | Magnus Cort (DEN)                | EF Education–EasyPost              | + 2h 44' 33" |
| 63   | Michael Matthews (AUS)           | Team Jayco–AlUla                   | + 2h 45' 46" |
| 64   | Davide Gabburo (ITA)             | Green Project–Bardiani–CSF–Faizanè | + 2h 56' 29" |
| 65   | Andrea Pasqualon (ITA)           | Team Bahrain Victorious            | + 2h 58' 04" |
| 66   | Thomas Champion (FRA)            | Cofidis                            | + 2h 58' 14" |
| 67   | Francesco Gavazzi (ITA)          | Eolo–Kometa                        | + 3h 00' 02" |
| 68   | Ryan Gibbons (RSA)               | UAE Team Emirates                  | + 3h 01' 25" |
| 69   | Rudy Molard (FRA)                | Groupama–FDJ                       | + 3h 07' 44" |
| 70   | Vincenzo Albanese (ITA)          | Eolo–Kometa                        | + 3h 10' 05" |
| 71   | Sebastian Berwick (AUS)          | Israel–Premier Tech                | + 3h 11' 47" |
| 72   | Salvatore Puccio (ITA)           | Ineos Grenadiers                   | + 3h 12' 08" |
| 73   | Alex Baudin (FRA)                | AG2R Citroën Team                  | + 3h 17' 15" |
| 74   | Marius Mayrhofer (GER)           | Team DSM                           | + 3h 17' 27" |
| 75   | Jasha Sütterlin (GER)            | Team Bahrain Victorious            | + 3h 20' 13" |
| 76   | Thomas Gloag (GBR)               | Team Jumbo–Visma                   | + 3h 22' 19" |
| 77   | Michael Hepburn (AUS)            | Team Jayco–AlUla                   | + 3h 25' 50" |
| 78   | Mirco Maestri (ITA)              | Eolo–Kometa                        | + 3h 29' 16" |
| 79   | José Joaquín Rojas (ESP)         | Movistar Team                      | + 3h 32' 20" |
| 80   | Maxime Bouet (FRA)               | Arkéa–Samsic                       | + 3h 32' 23" |
| 81   | Davide Bais (ITA)                | Eolo–Kometa                        | + 3h 33' 50" |
| 82   | Pascal Ackermann (GER)           | UAE Team Emirates                  | + 3h 38' 18" |
| 83   | Hugo Toumire (FRA)               | Cofidis                            | + 3h 39' 50" |
| 84   | Karel Vacek (CZE)                | Team Corratec–Selle Italia         | + 3h 43' 50" |
| 85   | Kristian Sbaragli (ITA)          | Alpecin–Deceuninck                 | + 3h 45' 29" |
| 86   | Michel Ries (LUX)                | Arkéa–Samsic                       | + 3h 46' 43" |
| 87   | Henok Mulubrhan (ERI)            | Green Project–Bardiani–CSF–Faizanè | + 3h 52' 20" |
| 88   | Laurenz Rex (BEL)                | Intermarché–Circus–Wanty           | + 3h 54' 23" |
| 89   | Alexandre Delettre (FRA)         | Cofidis                            | + 3h 55' 28" |
| 90   | Thibault Guernalec (FRA)         | Arkéa–Samsic                       | + 3h 56' 10" |
| 91   | Senne Leysen (BEL)               | Alpecin–Deceuninck                 | + 3h 58' 37" |
| 92   | Jake Stewart (GBR)               | Groupama–FDJ                       | + 3h 59' 18" |
| 93   | Stephen Williams (GBR)           | Israel–Premier Tech                | + 3h 59' 55" |
| 94   | Edoardo Affini (ITA)             | Team Jumbo–Visma                   | + 4h 02' 55" |
| 95   | Lukas Pöstlberger (AUT)          | Team Jayco–AlUla                   | + 4h 06' 05" |
| 96   | Alex Kirsch (LUX)                | Trek–Segafredo                     | + 4h 11' 01" |
| 97   | Diego Pablo Sevilla (ESP)        | Eolo–Kometa                        | + 4h 11' 51" |
| 98   | Otto Vergaerde (BEL)             | Trek–Segafredo                     | + 4h 24' 51" |
| 99   | Martin Marcellusi (ITA)          | Green Project–Bardiani–CSF–Faizanè | + 4h 25' 38" |
| 100  | Alexander Konychev (ITA)         | Team Corratec–Selle Italia         | + 4h 26' 35" |
| 101  | Veljko Stojnić (SRB)             | Team Corratec–Selle Italia         | + 4h 26' 52" |
| 102  | Cesare Benedetti (POL)           | Bora–Hansgrohe                     | + 4h 28' 46" |
| 103  | Jonathan Milan (ITA)             | Team Bahrain Victorious            | + 4h 29' 02" |
| 104  | Niklas Märkl (GER)               | Team DSM                           | + 4h 30' 49" |
| 105  | Ignatas Konovalovas (LTU)        | Groupama–FDJ                       | + 4h 43' 42" |
| 106  | Filippo Magli (ITA)              | Green Project–Bardiani–CSF–Faizanè | + 4h 46' 15" |
| 107  | Gianni Moscon (ITA)              | Astana Qazaqstan Team              | + 4h 48' 59" |
| 108  | Campbell Stewart (NZL)           | Team Jayco–AlUla                   | + 4h 51' 15" |
| 109  | Daan Hoole (NED)                 | Trek–Segafredo                     | + 4h 52' 37" |
| 110  | Max Kanter (GER)                 | Movistar Team                      | + 4h 52' 47" |
| 111  | Simone Consonni (ITA)            | Cofidis                            | + 4h 56' 49" |
| 112  | Arne Marit (BEL)                 | Intermarché–Circus–Wanty           | + 4h 58' 01" |
| 113  | Fabian Lienhard (SUI)            | Groupama–FDJ                       | + 4h 59' 21" |
| 114  | Filippo Fiorelli (ITA)           | Green Project–Bardiani–CSF–Faizanè | + 5h 00' 34" |
| 115  | Charlie Quarterman (GBR)         | Team Corratec–Selle Italia         | + 5h 01' 27" |
| 116  | Alan Riou (FRA)                  | Arkéa–Samsic                       | + 5h 02' 06" |
| 117  | Jonas Iversby Hvideberg (NOR)    | Team DSM                           | + 5h 02' 12" |
| 118  | Fernando Gaviria (COL)           | Movistar Team                      | + 5h 04' 38" |
| 119  | Alessandro Iacchi (ITA)          | Team Corratec–Selle Italia         | + 5h 06' 23" |
| 120  | Mark Cavendish (GBR)             | Astana Qazaqstan Team              | + 5h 07' 08" |
| 121  | Alexander Krieger (GER)          | Alpecin–Deceuninck                 | + 5h 08' 46" |
| 122  | Albert Torres (ESP)              | Movistar Team                      | + 5h 19' 29" |
| 123  | Jukija Araširo (JPN)             | Team Bahrain Victorious            | + 5h 21' 17" |
| 124  | Alberto Dainese (ITA)            | Team DSM                           | + 5h 23' 48" |
| 125  | Nicolas Dalla Valle (ITA)        | Team Corratec–Selle Italia         | + 5h 26' 45" |

### Vijolična majica
| Poz. | Kolesar                | Ekipa                   | Točke |
| ---- | ---------------------- | ----------------------- | ----- |
| 1    | Jonathan Milan (ITA)   | Team Bahrain Victorious | 217   |
| 2    | Derek Gee (CAN)        | Israel–Premier Tech     | 164   |
| 3    | Michael Matthews (AUS) | Team Jayco–AlUla        | 101   |
| 4    | Mark Cavendish (GBR)   | Astana Qazaqstan Team   | 101   |
| 5    | Pascal Ackermann (GER) | UAE Team Emirates       | 95    |
| 6    | Toms Skujiņš (LAT)     | Trek–Segafredo          | 91    |
| 7    | Nico Denz (GER)        | Bora–Hansgrohe          | 77    |
| 8    | Magnus Cort (DEN)      | EF Education–EasyPost   | 68    |
| 9    | Alberto Dainese (ITA)  | Team DSM                | 63    |
| 10   | Primož Roglič (SLO)    | Team Jumbo–Visma        | 56    |

### Modra majica
| Poz. | Kolesar                      | Ekipa                              | Točke |
| ---- | ---------------------------- | ---------------------------------- | ----- |
| 1    | Thibaut Pinot (FRA)          | Groupama–FDJ                       | 237   |
| 2    | Derek Gee (CAN)              | Israel–Premier Tech                | 200   |
| 3    | Ben Healy (IRL)              | EF Education–EasyPost              | 164   |
| 4    | Davide Bais (ITA)            | Eolo–Kometa                        | 144   |
| 5    | Einer Rubio (COL)            | Movistar Team                      | 117   |
| 6    | Primož Roglič (SLO)          | Team Jumbo–Visma                   | 86    |
| 7    | Santiago Buitrago (COL)      | Team Bahrain Victorious            | 82    |
| 8    | Davide Gabburo (ITA)         | Green Project–Bardiani–CSF–Faizanè | 69    |
| 9    | João Almeida (POR)           | UAE Team Emirates                  | 67    |
| 10   | Aurélien Paret-Peintre (FRA) | AG2R Citroën Team                  | 56    |

### Bela majica
| Poz. | Kolesar                  | Ekipa                    | Čas          |
| ---- | ------------------------ | ------------------------ | ------------ |
| 1    | João Almeida (POR)       | UAE Team Emirates        | 85h 30' 17"  |
| 2    | Thymen Arensman (NED)    | Ineos Grenadiers         | + 4' 50"     |
| 3    | Andreas Leknessund (NOR) | Team DSM                 | + 6' 16"     |
| 4    | Einer Rubio (COL)        | Movistar Team            | + 9' 28"     |
| 5    | Ilan Van Wilder (BEL)    | Soudal–Quick-Step        | + 10' 43"    |
| 6    | Santiago Buitrago (COL)  | Team Bahrain Victorious  | + 11' 06"    |
| 7    | Filippo Zana (ITA)       | Team Jayco–AlUla         | + 32' 07"    |
| 8    | Laurens Huys (BEL)       | Intermarché–Circus–Wanty | + 51' 03"    |
| 9    | Brandon McNulty (USA)    | UAE Team Emirates        | + 1h 06' 28" |
| 10   | Marco Frigo (ITA)        | Israel–Premier Tech      | + 1h 23' 21" |

### Ekipna razvrstitev
| Poz. | Ekipa                   | Čas          |
| ---- | ----------------------- | ------------ |
| 1    | Team Bahrain Victorious | 256h 21' 18" |
| 2    | Ineos Grenadiers        | + 16' 22"    |
| 3    | Team Jumbo–Visma        | + 30' 40"    |
| 4    | UAE Team Emirates       | + 51' 53"    |
| 5    | AG2R Citroën Team       | + 1h 21' 30" |
| 6    | Bora–Hansgrohe          | + 1h 25' 31" |
| 7    | Astana Qazaqstan Team   | + 1h 31' 44" |
| 8    | Team Jayco–AlUla        | + 1h 32' 51" |
| 9    | Israel–Premier Tech     | + 1h 51' 54" |
| 10   | EF Education–EasyPost   | + 2h 18' 52" |

### Vmesni šprinti
| Poz. | Kolesar                    | Ekipa                      | Točke |
| ---- | -------------------------- | -------------------------- | ----- |
| 1    | Toms Skujiņš (LAT)         | Trek–Segafredo             | 57    |
| 2    | Derek Gee (CAN)            | Israel–Premier Tech        | 49    |
| 3    | Thomas Champion (FRA)      | Cofidis                    | 37    |
| 4    | Veljko Stojnić (SRB)       | Team Corratec–Selle Italia | 36    |
| 5    | Davide Bais (ITA)          | Eolo–Kometa                | 32    |
| 6    | Charlie Quarterman (GBR)   | Team Corratec–Selle Italia | 25    |
| 7    | Mattia Bais (ITA)          | Eolo–Kometa                | 24    |
| 8    | Warren Barguil (FRA)       | Arkéa–Samsic               | 19    |
| 9    | Alessandro De Marchi (ITA) | Team Jayco–AlUla           | 19    |
| 10   | Diego Pablo Sevilla (ESP)  | Eolo–Kometa                | 19    |

### Begi
| Poz. | Kolesar                    | Ekipa                      | Km  |
| ---- | -------------------------- | -------------------------- | --- |
| 1    | Thomas Champion (FRA)      | Cofidis                    | 650 |
| 2    | Derek Gee (CAN)            | Israel–Premier Tech        | 483 |
| 3    | Veljko Stojnić (SRB)       | Team Corratec–Selle Italia | 428 |
| 4    | Alexander Konychev (ITA)   | Team Corratec–Selle Italia | 344 |
| 5    | Diego Pablo Sevilla (ESP)  | Eolo–Kometa                | 339 |
| 6    | Alessandro De Marchi (ITA) | Team Jayco–AlUla           | 338 |
| 7    | Toms Skujiņš (LAT)         | Trek–Segafredo             | 328 |
| 8    | Davide Bais (ITA)          | Eolo–Kometa                | 264 |
| 9    | Laurenz Rex (BEL)          | Intermarché–Circus–Wanty   | 248 |
| 10   | Charlie Quarterman (GBR)   | Team Corratec–Selle Italia | 248 |

### Športnost
| Poz. | Ekipa                              | Točke |
| ---- | ---------------------------------- | ----- |
| 1    | Groupama–FDJ                       | 0     |
| 2    | Soudal–Quick-Step                  | 0     |
| 3    | Arkéa–Samsic                       | 40    |
| 4    | Cofidis                            | 40    |
| 5    | Bora–Hansgrohe                     | 50    |
| 6    | Team Corratec–Selle Italia         | 50    |
| 7    | Team Bahrain Victorious            | 51    |
| 8    | UAE Team Emirates                  | 70    |
| 9    | Green Project–Bardiani–CSF–Faizanè | 70    |
| 10   | Trek–Segafredo                     | 70    |